# ねずみ鋳鉄

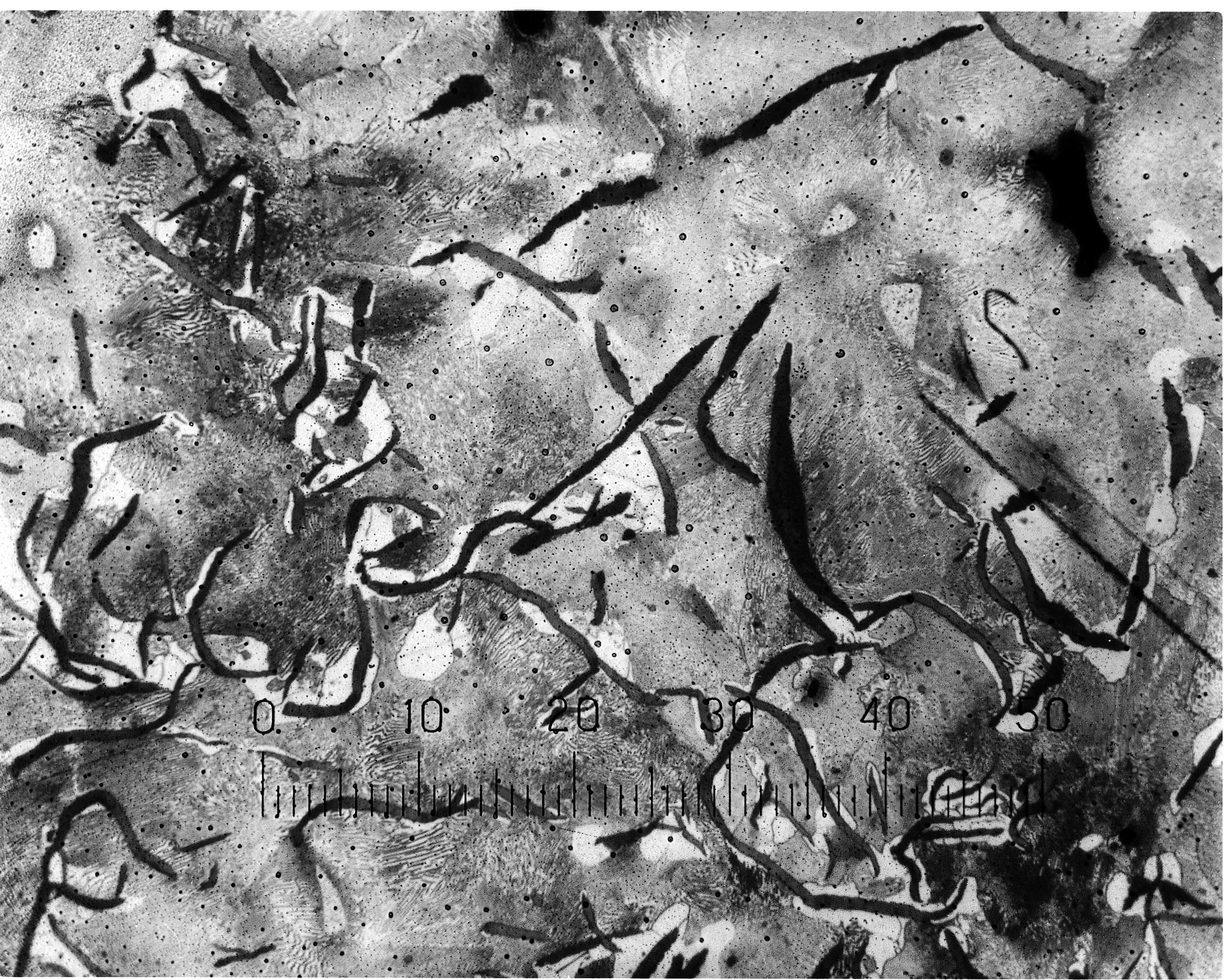
ねずみ鋳鉄の顕微鏡写真。グラファイトが片状の黒い組織として析出している。

ねずみ鋳鉄（ねずみちゅうてつ、別名：普通鋳鉄）とは、鋳鉄の一種。片状のグラファイト（二次元断面の顕微鏡観察面での形状、三次元的には異なる）を含有し、基地組織によってその呼び名は異なる。ねずみという名称は破面が灰色、つまりネズミ色であったことに由来する。
鋳鉄は炭素量の多い鉄-炭素合金で、定義上2.14～6.67%の炭素を含む。一般的には2.5～3.5%の炭素を含むものが利用されている。この組成の鋳鉄を溶融させて鋳造した後、ゆっくりと冷やすとねずみ鋳鉄になる。炭素が片状のグラファイト（黒鉛）として存在するのが特徴である。
鉄鋼材料としては引張強さが小さく展延性にも乏しい。これは金属中の片状黒鉛によると考えられている。一方で切削加工性、耐摩耗性、耐熱性や減衰性については優れている。用途の例としては、耐摩耗性を活かして機械の摺動面やマンホールの蓋、耐熱性を活かして炉や防火戸、減衰性を活かして機械部品などがある。ブレーキディスクとしてもよく使用される。
なお、ねずみ鋳鉄は溶けた鋳鉄をゆっくりと冷却した場合に生じるが、急冷した場合は白鋳鉄という別の組織を有する金属になる。また、冷却速度によってはねずみ鋳鉄と白鋳鉄の中間的な組織（まだら鋳鉄）になることもある。

## 規格
JISではねずみ鋳鉄品として引っ張り強さや硬さなどの機械的性質が定められている。記号はFCであり、それに続く3桁の数字は引っ張り強さの基準を表す。
- JIS G 5501:1995 ねずみ鋳鉄品
  - FC100
  - FC150
  - FC200
  - FC250
  - FC300
  - FC350